# Jardim Botânico de Bauru
Jardim Botânico Municipal de Bauru, também conhecido como JBMB, é um jardim botânico localizado na cidade de Bauru, no estado de São Paulo. O local conta com área de 321 hectares, predominantemente cerrado, mas com pontos de floresta estacional semidecídua e vegetação paludosa. Localiza-se no quilômetro 232 da Rodovia Comandante João Ribeiro de Barros.
O jardim foi inaugurado em 4 de março de 1994, no local onde anteriormente estava o antigo Parque Ecológico Tenri Cidade Irmã. Atualmente, guarda coleções de plantas, entre orquídeas, bromélias, samambaias, bambus, palmeiras e trepadeiras, além de plantas aquáticas e plantas medicinais.
Em 2018, o parque passou a fazer parte da Unidade de Conservação Estadual Refúgio da Vida Silvestre (RVS) Aimorés, a partir do Decreto Estadual nº 63.893.
Entre as atividades desenvolvidas pelo parque estão eventos de conservação, exposições, trilhas e pesquisas científicas. O local também realiza um Programa de Educação Ambiental, que oferece visitas monitoradas pelo parque.

## Incêndio
Em 5 de outubro de 2019, o jardim botânico foi atingido por um incêndio que destruíu 100 hectares, cerca de 30% do parque.